# Karastraße
Die Karastraße, Karische Straße oder Karische Pforte (russisch Карские Ворота, Karskije Worota), früher auch Meerenge von Waigatsch genannt, ist eine Meerenge im äußersten Nordosten Europas. Sie verbindet im Norden Russlands die Barentssee im Südwesten mit der Karasee im Nordosten. Sie trennt die Insel Waigatsch von der Südinsel der Inselgruppe Nowaja Semlja.
Die Karastraße ist 33 km lang und 50 km breit. Die Untiefen Banka Prokofjewa und Banka Persei sowie zahlreiche Inseln vor beiden Ufern reduzieren die Fahrrinne aber auf eine Breite von 25 km.
In manchen Wintern friert die Meerenge vollständig zu. Bis in den frühen Sommer driftet Meereis durch die Karastraße in die Barentssee und weiter an der Küste Nowaja Semljas entlang.
Im Jahr 1032 kam eine Handelsexpedition der Pomoren an die Karastraße. Als erster Westeuropäer erreichte sie der Engländer Stephen Borough 1556 mit seinem Schiff Serchethrift. Schweres Eis hinderte ihn an der Passage. Erfolgreicher waren seine Landsleute Arthur Pet und Charles Jackman, die die Karastraße im August 1580 auf der Suche nach der Nordostpassage durchfuhren.